# متحف التاريخ الطبيعي (مسقط)

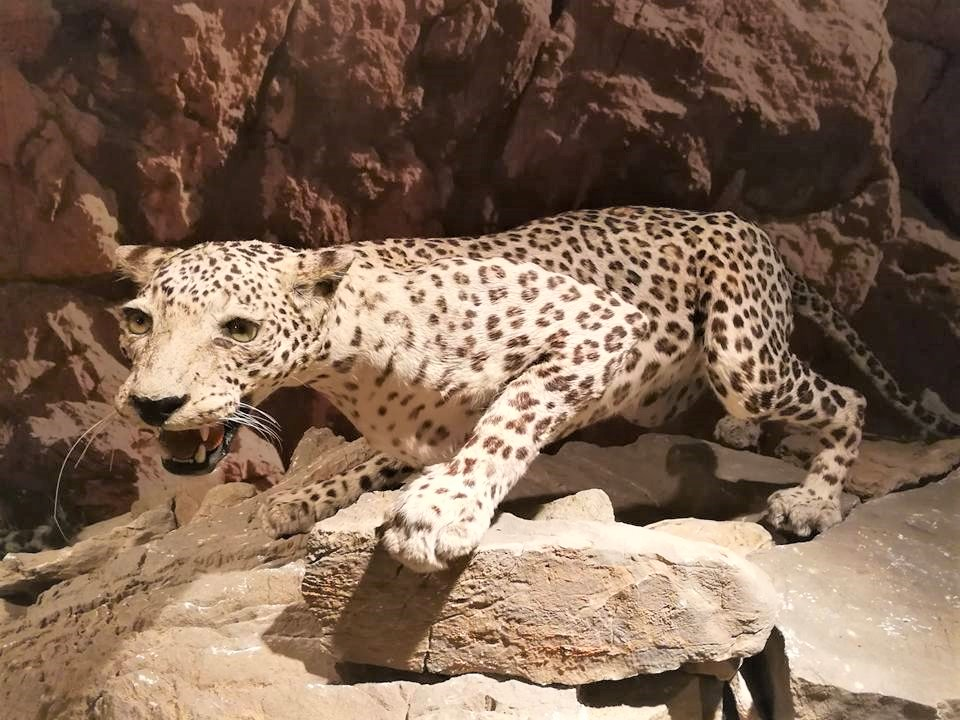
نمر عربي مُحنط في متحف التاريخ الطبيعي في مسقط

متحف التاريخ الطبيعي هو أحد أهم المتاحف في سلطنة عمان. يقع متحف التاريخ الطبيعي في ولاية بوشر، تحديداً في منطقة الخوير بنفس مبنى وزارة التراث والثقافة.
تم افتتاح متحف التاريخ الطبيعي عام 1985، ويضم عدة أجنحة وأقسام متنوعة منها ما يحكي التاريخ الطبيعي البحري لسلطنة عمان ومنها ما تحكي قصص الكائنات البرية التي عاشت في السلطنة وبقايا لأحجار ونباتتات وكائنات متحجرة.
تضم هذه الأقسام بين جنباتها كنوزاً طبيعية تتنوع بين كائنات برية وبحرية ومعالم أخرى طبيعية ومنها بقايا مرجان متحجر عثر عليه في منطقة وادي السحتن في ولاية الرستاق في جنوب محافظة الباطنة شمال السلطنة، ويقدر عمرها بأكثر من 270 مليون سنة.كما يضم المتحف بقايا لمعادن وأشجار متحجرة وعظام لكائنات عاشت في عُمان.

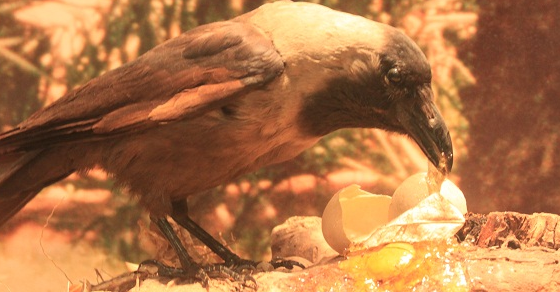
غراب محنط بشكل متكامل

## الموقع

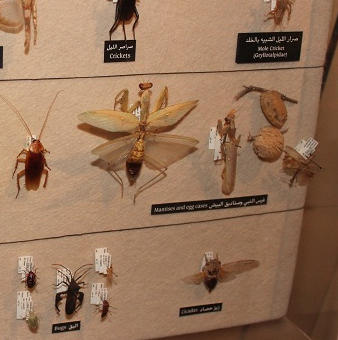
حشرات في المتحف

يقع المتتحف في مكان إستراتيجي قريب من مطار مسقط الدولي والكثير من الفنادق والمطاعم الراقية في مسقط، حيث يقع المسقط في قلب محافظة مسقط وبالتحديد في منطقة الخوير في وزارة التراث والثقافة القريبة من وزارة الصحة ووزارة الأوقاف والشؤون الدينية .

## أجنحة المتحف
يضم متحف التاريخ الطبيعي العماني 3 أجنحة بعرف الأول بعمان بلاد التضاريس المتنوعة أما الثاني فيعرف بجناح عمان عبر العصور الجيولوجية وأما الجناح الثالث فيعرف بجناح تنوع حيوانات عمان البرية.والزائر للجناح يجد تنوع جميل في المعروض من آثار وبقايا لحيوانات ونباتتات تحجرت وأندثر بعضها .

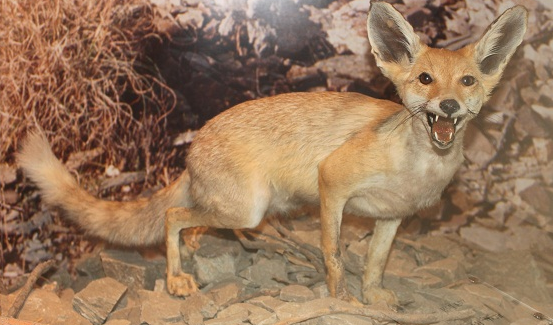
حيوان محنط

## جناح عمان عبر العصور الجيولوجية
ما يميز هذا الجناح هو وجود ثلاث صالات عرض تحكي كل واحدة منها التاريخ الجيولوجي لعمان منذ أن بدأت الحياة على كوكب الأرض قبل أكثر من 750 مليون عام وحتى السنوات الحديثة، والجميل أن الععروض لا تتقتتصر على كونها مرئية فقط أنما تعرض نماذج حقيقية من الأحافير المكتشفة ومنها البقايا المتحجرة لأقدم شجرة في تاريخ عمان، كما ويوجد في المتحف بقايا أسنان لأحد أنواع القردة النادرة والتي استتوطنت عمان، وكذلك أسنان لحيوان الغوموثيروم وحيوان الدينوثيروم التي يعود تاريخها إلى ما بين 15 و35 مليون سنة والتي أنقرضت منذ قديم الزمان.

## عمان بلاد التضاريس المتباينة
ما يميز هذا الجناح هو وجود خريطة ملتقطة بواسطة الأقمار الصناعية تقسم السلطنة إلى ستة مناطق هي الباطنة والداخلية، والجبال الشمالية، وجبال ظفار، ومسندم، والجزر البحرية. وتظهر الخريطة كل منطقة وما تتتميز بها من نباتتات وحيوانات ومعادن وتتتعرض الحريطة أماكن المحميات الطبيعية العمانية كمحمية ة رأس الحد ومحمية المها العربية وغيرها .

## جناح تنوع حيوانات عمان البرية
ما يميز هذا الجناح هو وجود حيوانات محنطة ة قد تتجذب الصغار قبل الكبار مثل المها العربية والنمر العربي والطهر العربي والذئب والثعلب والوعل الذي يعيش في جبال ظفار ومسندم والماعز التي تتميز بقرونها الطويلة وكما يقدم الجناح معلوماتت مثيرة عن حيوان الخروف الوحشي وصور لبعض الجلود المكتشفة لحيوانات متوحشة.كما ويسلط هذا الجناح الضوء على عالم الحشرات والخنافس والزواحف عن قرب، إضافة إلى عرض لأنواع الطيور المستوطنة والمهاجرة، وكذلك نماذج عن القواقع والكائنات البحرية والشعب المرجانية التي تعيش في بحار السلطنة .

## حوت محنط
خصصت مساحة كبيرة وقاعة تسمى قاعة الحوت في المتحف لحوت هيكل شبه كامل لذكر حوت عنبر صغير الحجم كان قد مات في ولاية بركاء عام 1968م، ويمكن للزائر التعرف إلى أنواع الحيتان والدلافين الضخمة التي تعيش في عمان أو التي أنقرضت مع شرح عن سلوكها وطريقة حصولها على الغذاء .